# دنیس وایتهورن رید
دنیس وایتهورن رید (انگلیسی: Denys Whitehorn Reid؛ ۲۴ مارس ۱۸۹۷ – ۲۸ نوامبر ۱۹۷۰) فرد نظامی اهل بریتانیا بود. وی همچنین برندهٔ جوایزی همچون صلیب نظامی شده‌است.